# Liste des monuments historiques de Lanvénégen
La base de données Mérimée des œuvres du patrimoine recense 20 monuments à Lanvénégen et la base de données Palissy des œuvres du patrimoine recense 62 œuvres.

## Catégories
L'inventaire des monuments historiques réalisé par le ministère de la culture à Lanvénégen présente le résultat suivant : 
| Nombre | Catégorie                |
| ------ | ------------------------ |
| 4      | Bronze d'art             |
| 1      | Bronze d'art, dinanderie |
| 6      | Chapelle                 |
| 1      | Charpente, sculpture     |
| 1      | Château                  |
| 1      | Église                   |
| 1      | Église paroissiale       |
| 1      | Fonderie                 |
| 1      | Fontaine                 |
| 5      | Maison                   |
| 1      | Maisons                  |
| 4      | Manoir                   |
| 3      | Menuiserie               |
| 5      | Menuiserie, sculpture    |
| 12     | Orfèvrerie               |
| 27     | Sculpture                |
| 4      | Taille de pierre         |
| 4      | Vitrail                  |

## Liste des monuments répertoriés à l'inventaire des monuments historiques
| Nom du Monument / de l'objet  | Inscription | Classement | Numéro     | Adresse              |
| ----------------------------- | ----------- | ---------- | ---------- | -------------------- |
| Croix d'autel, chandelier (3) | -           | -          | IM56002850 | église Saint-Conogan |

## Pour approfondir